# Body Modification E-Zine
Body Modification E-Zine (abgekürzt BME oder BMEzine) ist ein Online-Magazin, das über alle Arten von Körpermodifikationen berichtet und als Hauptmedium der Szene gilt. Es wird das gesamte Spektrum von Tätowierungen über Piercings und Implantaten bis hin zu Kastrationen und Amputationen behandelt. Gegründet wurde es 1994 von Shannon Larratt, im Mai 2008 ging die volle inhaltliche Verantwortung für die Seite an Shannons Exfrau Rachel Larratt über.

## Angebot
BME wurde 2000 durch ein gemeinschaftsorientiertes Angebot namens IAM.bmezine erweitert. Im Jahr 2004 wurden einige Teile jedoch wieder entfernt, weil Kritik an bestimmten dort dokumentierten Praktiken wie Amputationen, Implantaten und Verstümmelungen laut wurden. Zur selben Zeit kam der Modblog.bmezine hinzu, der regelmäßig gepflegt wird und über aktuelle Entwicklungen in der Szene informiert. Später wurde das Angebot um BMEink, das sich ausschließlich dem Bereich Tätowierung widmet, erweitert. Auch BMEVIDEO, eine Seite mit Videos extremer Modifikationen wird von BME betrieben. Diese erfordert jedoch einen separaten Benutzerzugang, ist durchgehend nicht jugendfrei und eher für ein Nischenpublikum bestimmt.
Zwischen September 2007 und Mitte Januar 2008 wurde BME nicht mehr weitergepflegt, d. h., es wurden keine neuen Inhalte ergänzt. Hintergrund hierfür waren Streitigkeiten zwischen BME-Gründer Shannon Larratt und seiner Frau Rachel. Laut Aussage von Shannon Larratt in der Newsgroup rec.arts.bodyart wurde sein Zugang zu BME durch einige Mitarbeiter gesperrt. Im Mai 2008 hat Shannon seine Mitarbeit an diesem Projekt beendet.

## ModCon
Die ModCon (Modification Conference) ist ein Kongress der Körpermodifikationsszene, die durch BME veranstaltet wird und jährlich stattfindet. Die erste ModCon wurde im Mai 1999 in Toronto, der Heimat von BME, abgehalten. Die ModCon stellt eines der wichtigsten Treffen der Szene dar, zu der viele bekannte Tätowierer, Piercer und Cutter (Operateure) erscheinen. Die Teilnahme erfolgt ausschließlich über persönliche Einladung durch Shannon Larratt.

## Rechtliche Beschränkungen in Deutschland
In Deutschland wurde BME 2002 von der Bundesprüfstelle für jugendgefährdende Medien als jugendgefährdend eingestuft, da das Internet-Angebot von BME dazu geeignet ist, Heranwachsende sozial-ethisch zu desorientieren; diese Entscheidung wurde notwendig, da BME nicht nur im geschlossenen Mitgliederbereich (Amputationen, Kastrationen, Zungenspaltungen usw.), sondern für jeden Internetnutzer – damit auch für Minderjährige – verstörende Fotografien (Kopf- bzw. Gesichtstätowierungen, Lippenteller, extrem stark ausgedehnte Piercings in unterschiedlichen Körperzonen, Beispiele aus dem geschlossenen Bereich für potentielle Abonnenten usw.) anbietet, die die gesunde psychische Entwicklung – entsprechend deutschem Recht – beeinträchtigen. Die zuständige Behörde beanstandete u. a. „zutieft verabscheuungswürdige Horrorszenarien von Gewalttätigkeiten gegen Menschen“ sowie „eine grobe Art der Darstellung im sexuellen Bereich, die in einer den Sexualtrieb aufstachelnden Weise den Menschen zum bloßen (auswechselbaren) Objekt geschlechtlicher Begierde degradiert.“
Entsprechend wurden Suchmaschinen, z. B. Google, informiert, dass bestimmte Suchanfragen bei Nutzung der deutschen Version von Google nicht zu dem beanstandeten Medienangebot führen dürfen. Aufgrund der genannten Rechtsgründe werden entsprechende Suchergebnisse entfernt. Der Internetnutzer wird darüber mit einem Textbaustein informiert: „Aus Rechtsgründen hat Google ‘XY’ Ergebnis(se) von dieser Seite entfernt. Weitere Informationen über diese Rechtsgründe finden Sie unter ChillingEffects.org.“ Subdomains des Body Modification E-Zines sind seit der Registrierung einer direkten Domain durch genanntes Medium derzeit bedingt betroffen, da nicht alle BME-relevanten Domains beschlussrechtlich erfasst sind.
Die Bundesprüfstelle für jugendgefährdende Medien veröffentlicht grundsätzlich nicht allgemein, welche Medien unter Restriktion stehen, da Abgabe-, Präsentations-, Verbreitungs- und Werbebeschränkungen für indizierte Medien die Rechtsfolge des erfolgreichen Indizierungsverfahrens sind.
Im Jahr 2006 wurde von US-Behörden die Forderung erhoben, bestimmte Inhalte von BME zu entfernen. Larratt gab dem jedoch nicht nach, sondern zog mit den Servern komplett nach Kanada um, von wo aus BME seitdem betrieben wird. Er äußerte sich später folgendermaßen dazu: „When Germany came after BME for „endangering the youth“ and demanded that I make changes to the site to comply with German law, my response was to simply not visit Germany again (and I’m a German citizen). When the US started to pressure us, we moved all of our servers and presence out of the country and backed off on plans to live in the US. No changes were ever made to the site, and no images were ever removed — if anything, the pressure made me push those areas even more.“

## Trivia
- Rachel Larratt, Ehefrau von Shannon, ist eine bekannte Rennfahrerin. Sie nahm an der Gumball 3000 teil und holte bei der Carrera Panamericana im Jahr 2006 einen Klassensieg. Rachel ist seit Beginn für BME als Autorin und im administrativen Bereich tätig und übernahm 2008 den Vorsitz.[12][13]
- Shannon und Rachel Larratt sind mit dem Regisseur und Produzenten Kevin Smith, auch bekannt als Silent Bob, befreundet und spielen in dessen Film Clerks 2 mit.